# Lotharingen (regio)

Ligging van de voormalige regio Lotharingen in Frankrijk

Vlag van Lotharingen

Wapen van Lotharingen

Lotharingen (Frans: Lorraine, Duits: Lothringen, Rijnfrankisch: Lothringe, Luxemburgs: Loutrengen en in het Nederlands ook wel Lorreinen) is een streek in het noordoosten van Frankrijk.
Historisch bestaat het uit het oude hertogdom Lotharingen, het hertogdom Bar en de zogenaamde Drie Bisdommen (Trois-Évêchés: Metz, Toul en Verdun).
Van 1982 tot 2016 was Lotharingen een Franse bestuurlijke regio. Het gebied werd toen bij de nieuw ingestelde regio Grand Est gevoegd.

## Aangrenzende regio's
| Aangrenzende regio's | Aangrenzende regio's | Aangrenzende regio's | Aangrenzende regio's | Aangrenzende regio's              |
| -------------------- | -------------------- | -------------------- | -------------------- | --------------------------------- |
| Luxemburg (BE)       |                      | Luxemburg (LU)       |                      | Saarland (DE) Rijnland-Palts (DE) |
|                      |                      |                      |                      |                                   |
| Champagne-Ardenne    | Elzas                |                      |                      |                                   |
|                      |                      |                      |                      |                                   |
|                      |                      | Franche-Comté        |                      |                                   |

## Geschiedenis

### Romeinse en Frankische tijd
Belangrijke steden in Lotharingen zoals Metz (Divodurum) of Verdun (Virodunum) vinden hun oorsprong in de Romeinse tijd. Het gebied werd beïnvloed door de Gallo-Romeinse cultuur. De Moezel-Romeinse taaleilanden waar een Romaanse taal gesproken werd, overleefden zelfs de migratieperiode tot het begin van de Hoge Middeleeuwen. Tegelijkertijd woonden er ook Germaanse kolonisten in de provincie, van wie velen Laetiërs in Romeinse militaire dienst waren. In de overgangsperiode van de late oudheid naar de vroege middeleeuwen viel het gebied aanvankelijk onder de controle van de Alemannen en werd vervolgens in de 5e eeuw onderdeel van het rijk van de Franken (volk).

### Lotharingen en Lorreinen
Het huidige Lotharingen moet niet worden verward met het oorspronkelijke hertogdom van die naam, dat veel groter was. Dit Lotharingen werd bij de splitsing van het Frankische Rijk, in de 10de eeuw, in een westelijk rijk, West-Francië (Koninkrijk Frankrijk) en een oostelijk rijk, het Heilige Roomse Rijk, (Duitsland), ingericht als onderdeel van dat laatste. Lotharingen werd in het oosten begrensd door de Rijn en in het westen door de Schelde en de Noordzee. De huidige Franse regio Lotharingen komt, samen met de huidige Elzas, en met Luxemburg grotendeels overeen met het zuidelijke deel van dat oorspronkelijke Lotharingen, toen genaamd Opper-Lotharingen. Het noordelijke gedeelte omvatte het grootste deel van het huidige België en geheel Nederland, samen met het noordoosten van het huidige Frankrijk en heette Neder-Lotharingen of Lothrijk (zie geschiedenis). Sindsdien viel dit gebied in vele hertogdommen, graafschappen, bisdommen en onafhankelijke steden uiteen. Het vroegere hertogdom Brabant werd beschouwd als een voortzetting van het hertogdom Lothrijk. Neder-Lotharingen werd in het Nederlands soms aangeduid als Lorreinen, maar in het Frans kan la Lorraine zowel slaan op Opper-Lotharingen als op het hele Lotharingen (in het Frans ook Lotharingie genoemd)
Het gehele hier beschreven gebied bleef deel van het Duitse Rijk tot 1648 waarna de Republiek der Zeven Verenigde Nederlanden zich formeel daarvan losmaakte. Daarna bleven het huidige België en Opper-Lotharingen onder het gezag van de Duitse keizers. Het laatste als een Duits hertogdom. Echter, Frankrijk kreeg steeds meer invloed in Lotharingen (en ook in de Elzas). In 1552 lijfde het de steden Verdun, Toul en Metz in. Na 1641 volgden een aantal randgebieden totdat in 1670 geheel Opper-Lotharingen Frans was geworden. In 1697 werd het keizerlijk Duitse gezag hersteld. Dat duurde tot 1729 toen hertog Leopold van Lotharingen stierf en door zijn zoon, hertog Frans II, werd opgevolgd. Deze opvolging werd door Frankrijk bestreden.

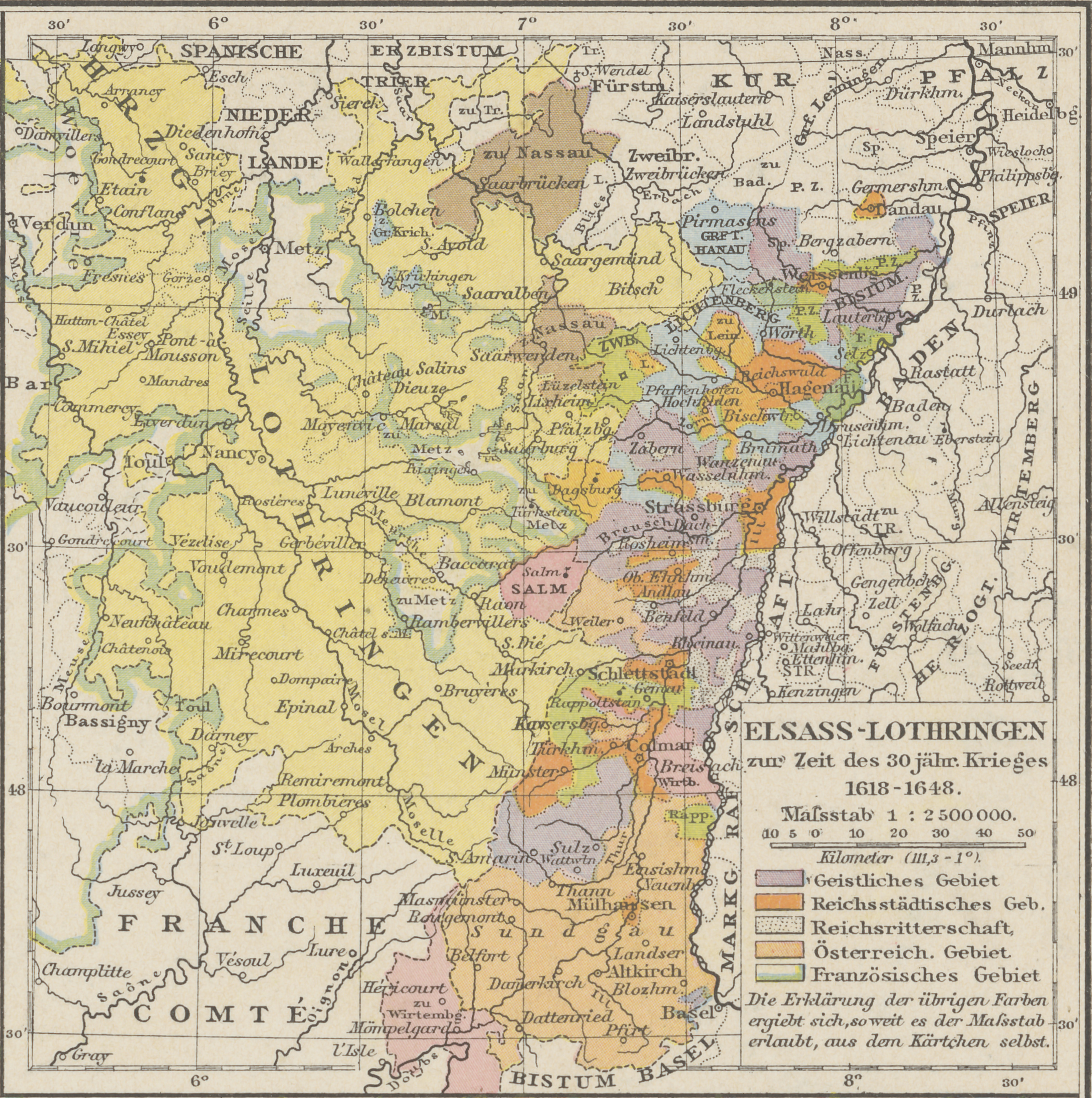
Lotharingen (1618-1648)

### Lotharingen onder Stanislaus Leszczyński (1737-1766)
Toen in 1733 de Poolse Successieoorlog uitbrak, bezette Frankrijk het hertogdom opnieuw. Vervolgens werd Lotharingen de inzet van een ingewikkelde ruil. Hertog Frans II werd kandidaat voor het huwelijk met Maria Theresia van Oostenrijk, Habsburgse erfgename van Oostenrijk en toekomstig keizerin van het Duitse Rijk, en stond Lotharingen af in ruil voor het groothertogdom Toscane. Het hertogdom Lotharingen ging in 1737 naar Stanislaus Leszczyński, de afgezette koning van Polen, wiens dochter met de Franse koning Lodewijk XV was getrouwd. Na een lang bewind overleed de laatste hertog van Lotharingen in 1766. Volgens een afspraak met zijn schoonzoon ging Lotharingen toen naar Frankrijk. Het werd een Franse provincie met een autonoom statuut tot aan de Franse Revolutie.

1756

### Lotharingen als speelbal van Frankrijk en Duitsland
In de negentiende eeuw ontstond in Lotharingen rondom Metz een belangrijke staalindustrie. Als gevolg van de Vrede van Frankfurt na de Frans-Duitse Oorlog werd het noordelijke, grotendeels Duitstalige en aan Duitsland grenzende, deel van Lotharingen in 1871 bij het nieuwe Duitse Rijk gevoegd als deel van het rijksland Elzas-Lotharingen. Ook de belangrijke vesting Metz en de haar omringende mijnbouw- en industriegebieden behoorden daartoe. In Frankrijk bestond weerzin tegen dit vredesverdrag, weerzin die voeding gaf aan decennialange revanchegedachten, dit Revanchisme zou op zijn beurt weer bijdragen aan het uitbreken van de Eerste Wereldoorlog.
Tijdens de Eerste Wereldoorlog werd aan de westgrenzen van Lotharingen fel gevochten, vooral rond Verdun en ook bij Saint-Mihiel. Het front kwam overigens niet over de toenmalige staatsgrenzen heen. Na de oorlog moest Duitsland Lotharingen weer aan Frankrijk afstaan.
In de Tweede Wereldoorlog kwam het opnieuw tot een soevereiniteitswisseling toen Duitsland het gebied tussen 1939 en 1945 inlijfde.
In 1982 werd Lotharingen ingesteld als een regio van Frankrijk. Het omvatte de departementen Meurthe-et-Moselle, Meuse, Moselle en Vosges. De préfecture van de regio was gevestigd in Metz.
De regio Lotharingen werd opgeheven bij de regionale herindeling per 1 januari 2016. Het gebied werd gevoegd bij de nieuw ingestelde regio Grand Est.

## Demografie

### Moedertaal (1900)
- Duits: 1.492.347 (86,8%)[1]
- Andere talen: 219.638 (12,8%)
  - Frans: 198.318 (11,5%)
  - Italiaans: 18.750 (1,1%)
  - Pools: 1410 (0,1%)
  - Duits en een tweede taal : 7485 (0,4%)

### Religie (1910)
Bevolkingsaantal 1.874.014 :
- Protestant: 21,78%
- Katholiek: 76,22%
- Anders christelijk: 0,21%
- Joods: 1,63%
- Atheïst: 0,12%

### Bevolkingsontwikkelingen
| Jaar | Bevolkingsaantal | Oorzaak van de verandering |
| ---- | ---------------- | --- |
| 1866 | 1.596.198        | - |
| 1875 | 1.531.804        | Na inlijving bij het Duitse Rijk vluchtten 100.000 tot 130.000 mensen naar Frankrijk en Frans Algerije.                                                                                |
| 1910 | 1.874.014        | Een bevolkingsgroei van 0,58% per jaar gedurende de periode 1875-1910 |
| 1921 | 1.709.749        | Doden bij het Duitse leger, Deportatie van Duitsers door de Franse overheid |
| 1936 | 1.915.627        | Een bevolkingsgroei van 0,76% per jaar gedurende de periode 1921-1936 |
| 1946 | 1.767.131        | Doden bij het Franse leger in 1939-1945, Doden bij het Duitse leger in 1942-1945, Doden onder de burgerbevolking en vele vluchtelingen die nog niet terug zijn gekeerd naar deze regio |
| 1999 | 2.756.931        | Een bevolkingsgroei van 0,84% per jaar gedurende de periode 1946-1999 |
| 2008 | 2.877.000        | Een bevolkingsgroei van 0,48% per jaar gedurende de periode 1999-2008 |

## Taal

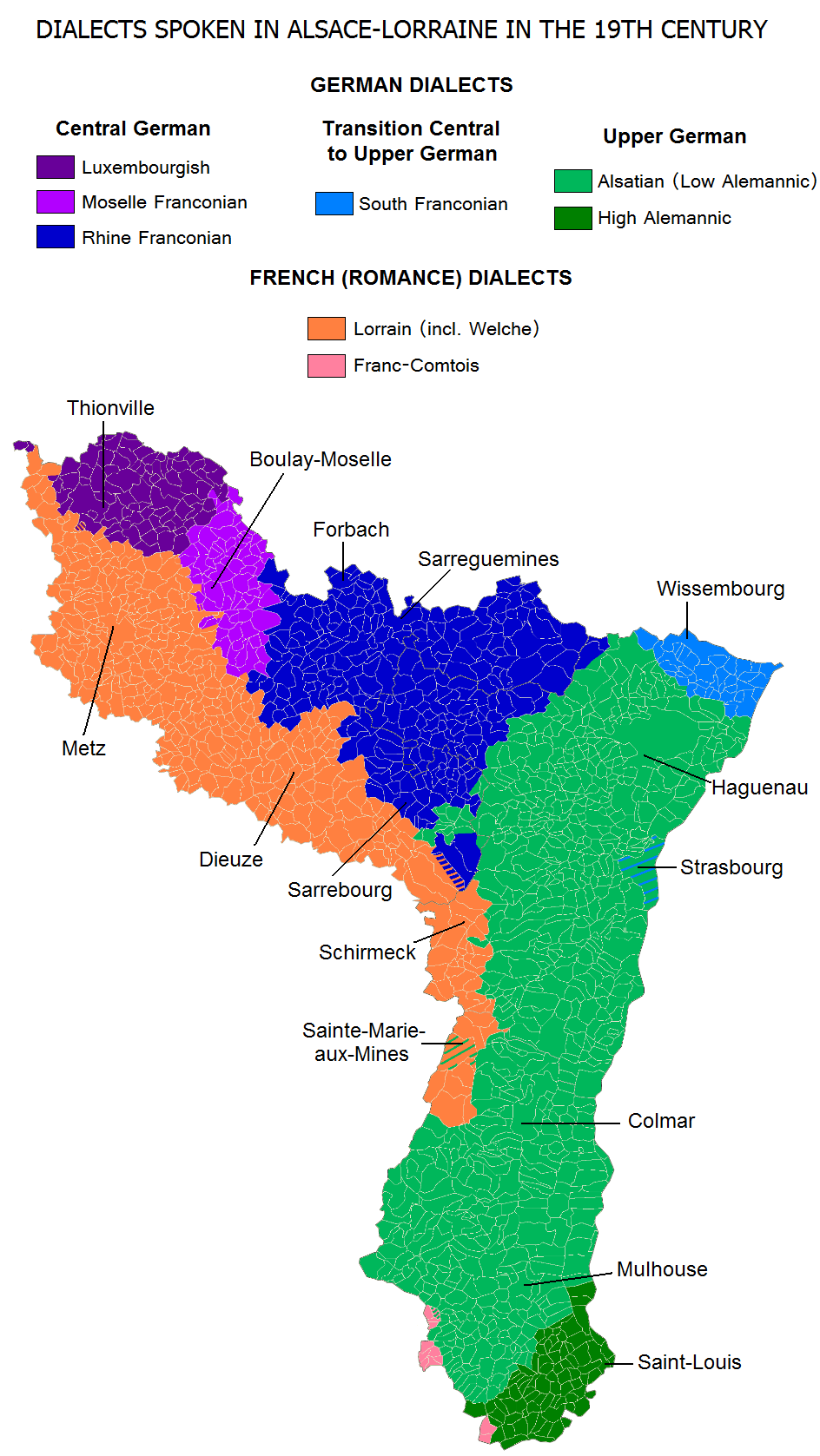
Verspreiding van dialecten in de regio voordat de expansie van het Standaardfrans begon in de 20e eeuw

In de regio worden zowel dialecten van het Germaans als Romaans gesproken. Frans is de dominerende spreektaal onder de bevolking geworden.
Germaanse dialecten:
- Middelduitse dialecten:
  - Luxemburgs
  - Moezelfrankisch, meer specifiek Lotharings Frankisch
  - Rijnfrankisch

- Tussenvorm van Middelduits en Opperduits:
  - Zuid-Frankisch

- Opperduitse dialecten:
  - Elzassisch
  - Hoogalemannisch

Romaanse dialecten (die behoren tot langues d'oïl zoals Frans):
- Lotharings
- Franc-Comtois

## Plaatsen
- Lunéville
- Metz
- Nancy
- Pont-à-Mousson
- Thionville
- Toul